# 卡斯蒂拉加维达尔多
卡斯蒂拉加维达尔多（義大利語：Castiraga Vidardo），是意大利洛迪省的一个市镇。总面积5.25平方公里，人口2552人，人口密度486.1人/平方公里（2009年）。ISTAT代码为098015。